# Virginia Greyová
Virginia Greyová (nepřechýleně Virginia Grey; 22. března 1917, Los Angeles – 31. července 2004, Los Angeles) byla americká filmová, televizní a rozhlasová herečka. Na hereckou dráhu nastoupila již ve 20. letech, avšak po celou svou kariéru ztvárňovala převážně vedlejší role. Objevila se tak po boku několika slavných hereckých kolegů a v showbyznysu působila až do 80. let. Během své kariéry se objevila ve více než 100 filmech a 40 televizních seriálech.

## Život

### Mládí a začátek kariéry
Virginia Greyová se narodila 22. března 1917 v losangeleské čtvrti Edendale ve státě Kalifornie jako nejmladší ze tří dcer herce a asistenta režie Raye Greye, působícího u malého studia Mack Sennett Studios a jeho ženy Florence Anny Greyové (rodným jménem Paulyová). Rodina tedy neměla k showbyznysu a Hollywoodu daleko a často ji navštěvovalo spousta mladých talentů. Malou Virginii tak v dětství na určitou dobu údajně opatrovala i později slavná herečka němého filmu Gloria Swansonová. V roce 1925 však Virginiin otec zemřel a nedlouho poté začala její matka pracovat jako filmová střihačka u studia Universal Pictures. Díky své matce se Virginia dostala také ke své první roli. V roce 1927 hledalo studio Universal dětskou herečku do historického dramatu Uncle Tom's Cabin, napsaného podle stejnojmenného románu od Harriet Beecher Stoweové. Při čekání na svou matku na pozemku studia ji oslovil castingový ředitel a s povzbuzením od své matky se následně zúčastnila konkurzu na roli Malé Evy, kterou se ji nakonec podařilo získat.

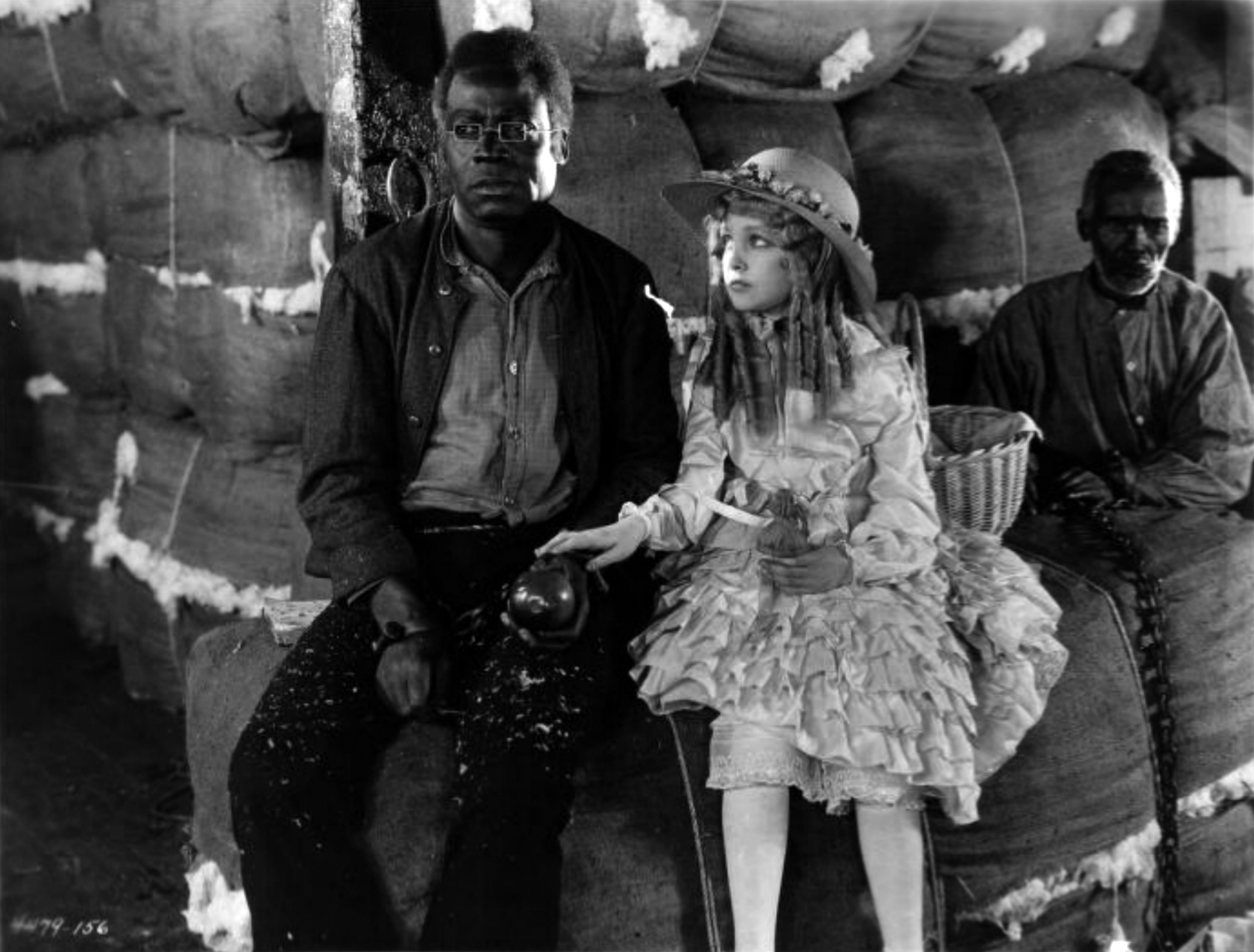
Virginia Greyová ve svém debutovém filmu Uncle Tom's Cabin (1927)

Následujícího roku se objevila v malých rolích v dalších třech filmech, ale svou hereckou kariéru nakonec přerušila kvůli vzdělávání. Následného studia na zdravotní sestru však zanechala a v roce 1931 začala opět působit u filmu; částečně také z důvodu finančních příjmů, jelikož v roce 1929 vypukla velká hospodářská krize. Jejím prvním filmem po návratu se stalo drama Misbehaving Ladies, na který navázala další řadou vedlejších rolí, přičemž v některých snímcích se objevila i s hollywoodskými hvězdami jako Mary Pickfordovou nebo Busby Berkeleym. Na několik filmů ji studio také zapůjčilo studiu Warner Bros., u kterého se objevila například v muzikálech Dames (1934) s Joan Blondellovou a Dickem Powellem a Gold Diggers of 1935 (1935) s mnoha dalšími slavnými herci. Ve druhé polovině 30. let nakonec podepsala smlouvu se studiem Metro-Goldwyn-Mayer (MGM) kde ji následně obsadili do dalšího významného muzikálu Velký Ziegfeld (1936). Tehdy začala působit i jako modelka pro módní časopis Vanity Fair.

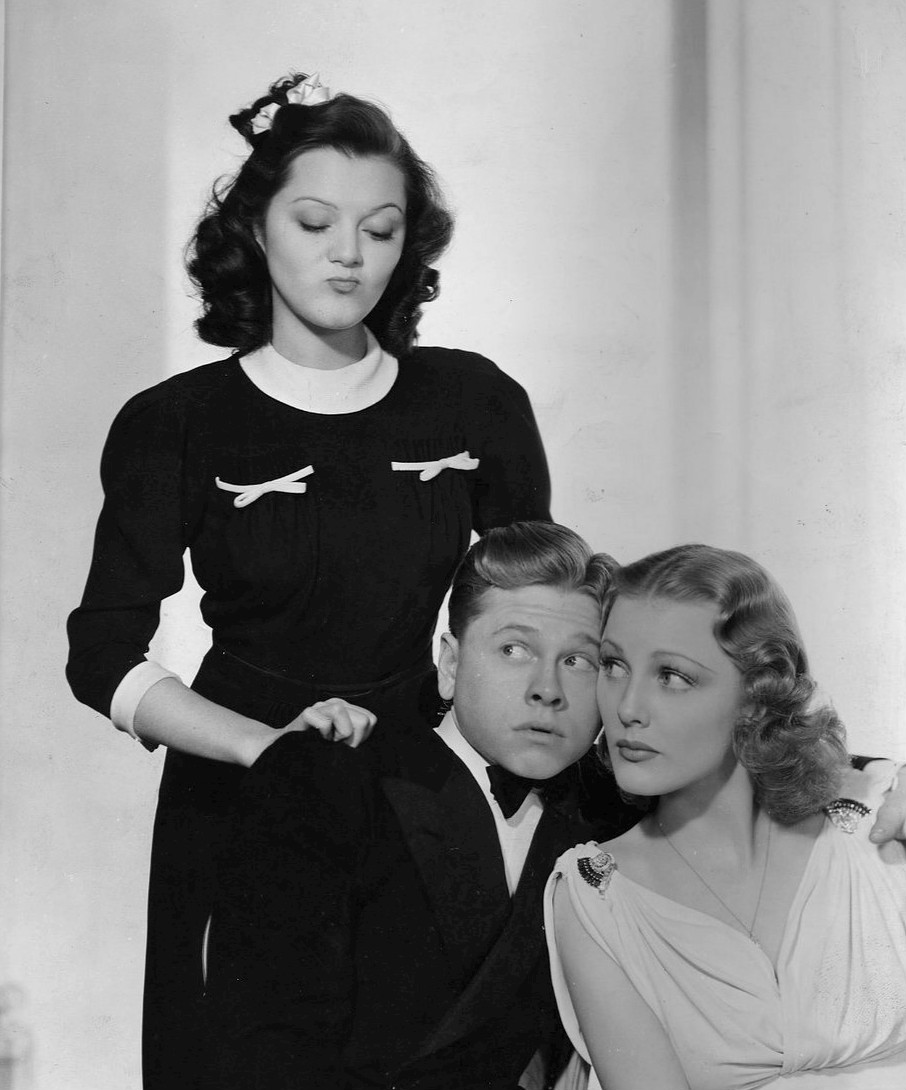
Ann Rutherfordová, Mickey Rooney a Virginia Greyová na propagační fotografii k filmu Morálka na dovolené (1939)

### Vrchol kariéry
Její kariéra byla ve druhé polovině 30. let na vrcholu a u studia MGM se těšila spoustě rolí v nejrůznějších filmech. Do konce dekády se tak objevila například v krimi dramatu Bad Guy (1937) s Brucem Cabotem v dramatu Ladies in Distress (1938), pro které ji MGM zapůjčilo studiu Republica Pictures nebo v komedii Idiot's Delight (1939) s Normou Shearerovou a Clarkem Gablem. S podstatně slavnějším hereckým kolegou Clarkem Gablem, se kterým se poprvé setkala při natáčení filmu The Romance of Celluloid si také začala románek. Údajně také čekala až se rozvede se svou tehdejší manželkou Marií Langhamovou, avšak Gable se nakonec oženil s herečkou Carole Lombardovou. Virginia Greyová se později více sblížila s hercem Georgem Raftem, ale nakonec se nikdy nevdala.
Ve své kariéře u studia MGM pokračovala, kromě několika „béčkových“ snímků například komediálním dramatem Morálka na dovolené (1939) s Mickeym Rooneym či válečným dramatem Thunder Afloat (1939) s Wallacem Beerym. Wallace Beery se jí také pokusil pomoci se stagnující kariérou a domluvil šéfovi studia Louisi B. Mayerovi, aby poskytl jejímu hereckému talentu větší prostor pro vyniknutí. Žádného kariérního posunu se však Virginia Greyová nedočkala a byla dál obsazována do vedlejších rolí ve spoustě filmů. Na přelomu 30. a 40. let se tak objevila například v komediálním dramatu The Women (1939) s Joan Crawfordovou a Normou Shearerovou, v mysteriózní krimi komedii Another Thin Man (1939) s Williamem Powellem a Myrnou Loyovou nebo v komedii Obchodní dům (1941) s komiky bratry Marxovými. V roce 1942 se také objevila ve filmu Tarzanovo newyorské dobrodružství ze série filmů o Tarzanovi. V témže roce však nakonec studio opustila a pokračovala v kariéře jako herečka na volné noze. I nadále se jí dařilo získávat spousty rolí a do konce 40. let se ročně objevila až v osmi filmech, včetně muzikálu Stage Door Canteen (1943), westernu Flame of Barbary Coast (1945) s Johnem Waynem a Ann Dvorak nebo dobrodružného dramatu Neporažená (1947) s Garym Cooperem a Paulette Goddardovou. Během druhé světové války se podobně jako mnoho jiných hollywoodských hvězd vydala na turné po Spojených státech, aby se pokusila prodat, co nejvíce válečných dluhopisů. Často také působila v tzv. „Hollywoodské kantýně“ a na určitou dobu se při prodeji přidala k válečnému hrdinu z bitvy o Guadalcanal Johnu Basiloneovi, který byl oceněn medailí cti, a taktéž se zapojil do prodeje válečných dluhopisů.

### Úpadek kariéry
Od 50. let, kdy se masivně rozšířil vynález televize, začala hojně účinkovat i v nejrůznějších televizních seriálech. S hraním v klasických filmech však pokračovala až do konce své kariéry a do 70. let se objevila například v romantickém dramatu The Rose Tattoo (1955) s Annou Magnani a Burtem Lancasterem, v životopisném dramatu Jeanne Eagels (1957) s Kim Novak, v mysteriózním dramatu Madame X (1966) nebo ve slavném thrilleru Letiště (1970).
Svou hereckou kariéru ukončila v roce 1976, kdy se naposledy objevila v seriálu Arthur Hailey's the Moneychangers. Zemřela 31. července 2004 v Los Angeles ve čtvrti Woodland Hills ve věku 87 let.
| „                  | Považuji se za profesionálku, která nehraje proto, aby vyjádřila svou duši nebo povznesla kinematografii, ale aby pobavila a dostala za to zaplaceno. | “ |
| — Virginia Greyová | |   |

## Zajímavosti
- Ve válečné minisérii Pacifik z roku 2010 od společnosti HBO ji ztvárnila australská herečka Anna Torv.[8]

## Filmografie (výběr)

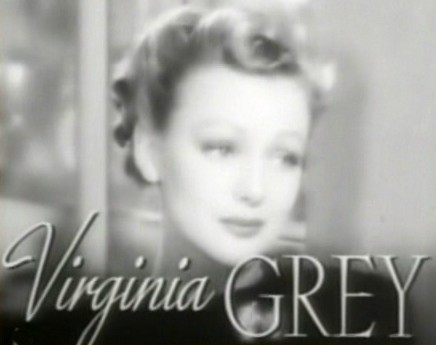
Virginia Greyová ve komediálním dramatu The Women (1939).

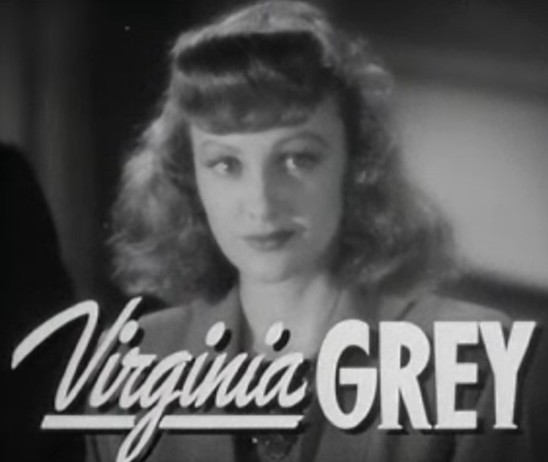
Virginia Greyová ve filmu noir Grand Central Murder (1942)

- 1927 Uncle Tom's Cabin (historické drama, režie Harry A. Pollard)
- 1934 Dames (muzikálová komedie, režie Busby Berkeley a Ray Enright)
- 1935 Gold Diggers of 1935 (muzikálová komedie, režie Busby Berkeley)
- 1936 Velký Ziegfeld (muzikálové drama, režie Robert Z. Leonard)
- 1937 Bad Guy (krimi drama, režie Edward L. Cahn)
- 1938 Pilot č. 7 (romantické drama, režie Victor Fleming)
- 1938 The Shopworn Angel (válečné drama, režie H.C. Potter)
- 1939 The Women (komediální drama, režie George Cukor)
- 1939 Another Thin Man (mysteriózní krimi komedie, režie W. S. Van Dyke)
- 1939 Idiot's Delight (muzikálová komedie, režie Clarence Brown)
- 1941 Obchodní dům (muzikálová komedie, režie Charles Reisner)
- 1942 Tarzanovo newyorské dobrodružství (dobrodružný film, režie Richard Thorpe)
- 1943 Stage Door Canteen (muzikál, režie Frank Borzage)
- 1948 So This Is New York (komedie, režie Richard Fleischer)
- 1954 Target Earth (sci-fi, režie Sherman A. Rose)
- 1955 The Rose Tattoo (romantické drama, režie Daniel Mann)
- 1955 Vše, co nebe dovolí (romantické drama, režie Douglas Sirk)
- 1957 Jeanne Eagels (životopisné drama, režie George Sidney)
- 1959 Bezejmenná kulka (western, režie Jack Arnold)
- 1960 Portrait in Black (drama, režie Michael Gordon)
- 1961 Bachelor in Paradise (komedie, režie Jack Arnold)
- 1964 Nahý polibek (krimi drama, režie Samuel Fuller)
- 1966 Madame X (drama, režie David Lowell Rich)
- 1970 Letiště (thriller, režie George Seaton, Henry Hathaway)